# NGC 7793
NGC 7793 è una galassia a spirale nella costellazione dello Scultore.
È individuabile 3 gradi a SSW della stella ζ Sculptoris; fa parte del Gruppo dello Scultore, un ammasso di galassie a cui appartengono pure NGC 55 e NGC 300, molto vicino al nostro Gruppo Locale. Può essere scorta con un telescopio rifrattore da 120mm di apertura, ma occorre uno strumento maggiore per apprezzare i dettagli dei bracci, i quali sono avvolti attorno ad un piccolo nucleo luminoso. La sua distanza dalla Via Lattea è stimata sui 12,7 milioni di anni-luce.

## Galleria d'immagini

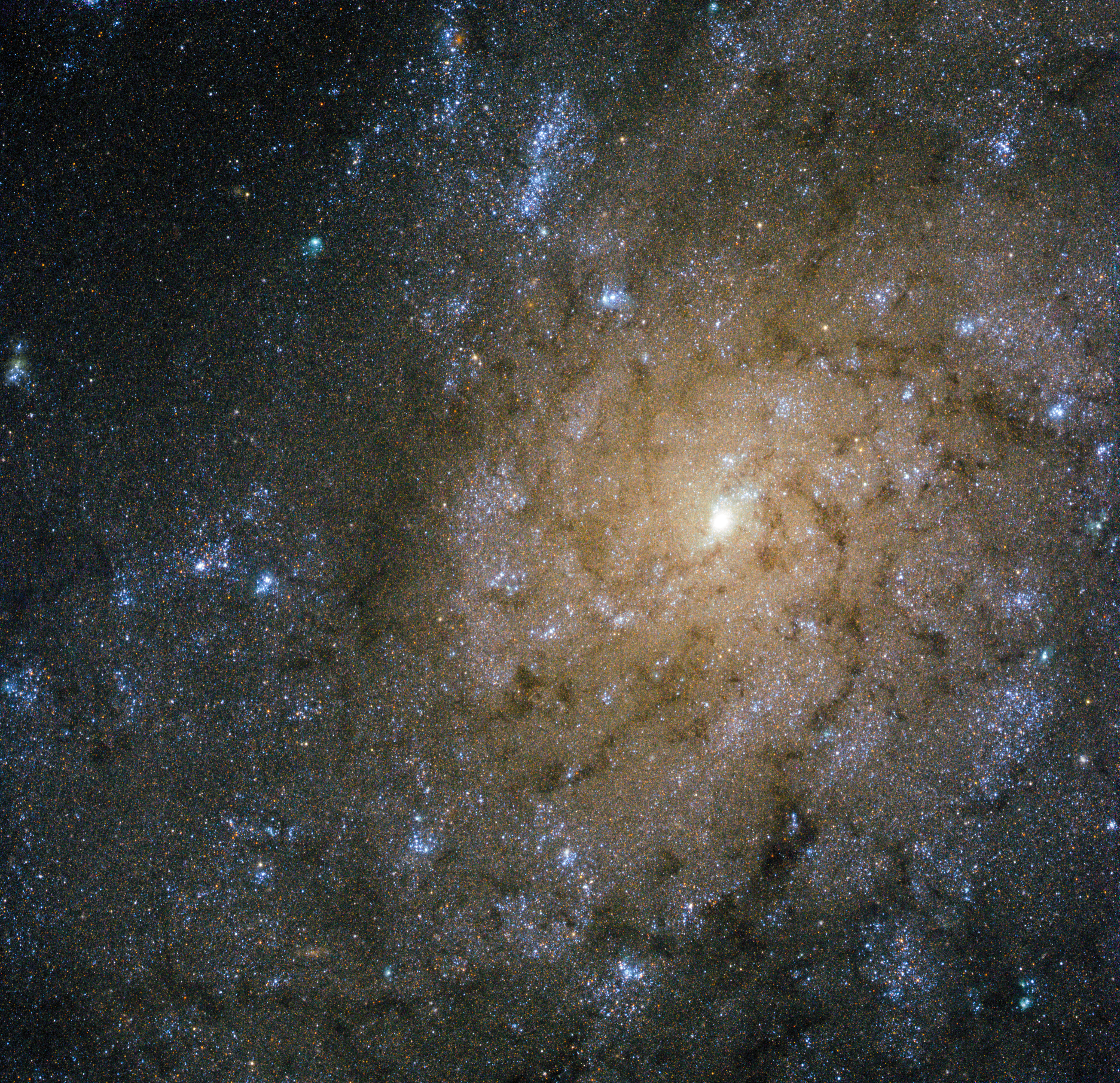
NGC 7793  (Telescopio spaziale Hubble)
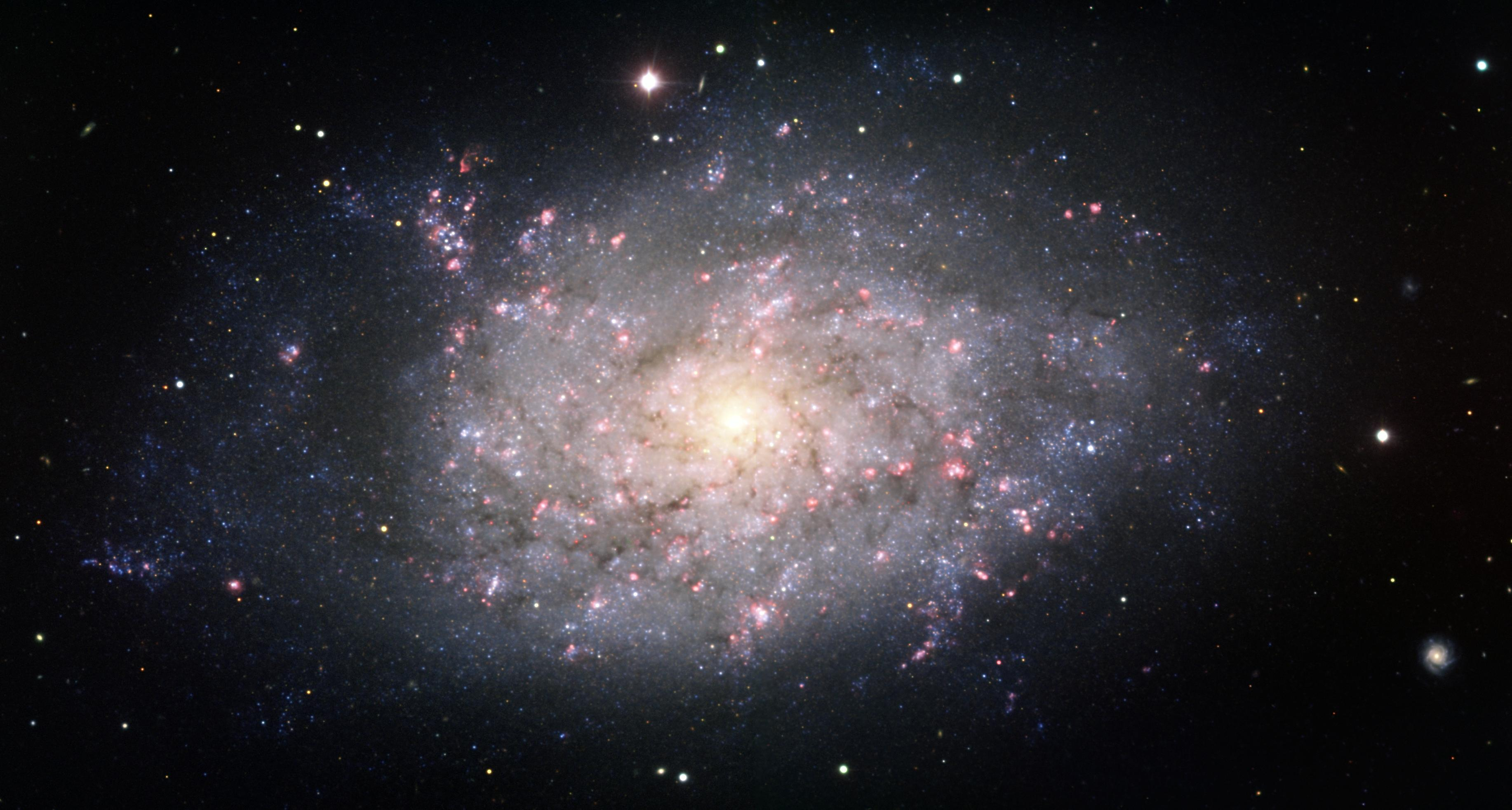
NGC 7793  (ESO - Very Large Telescope)
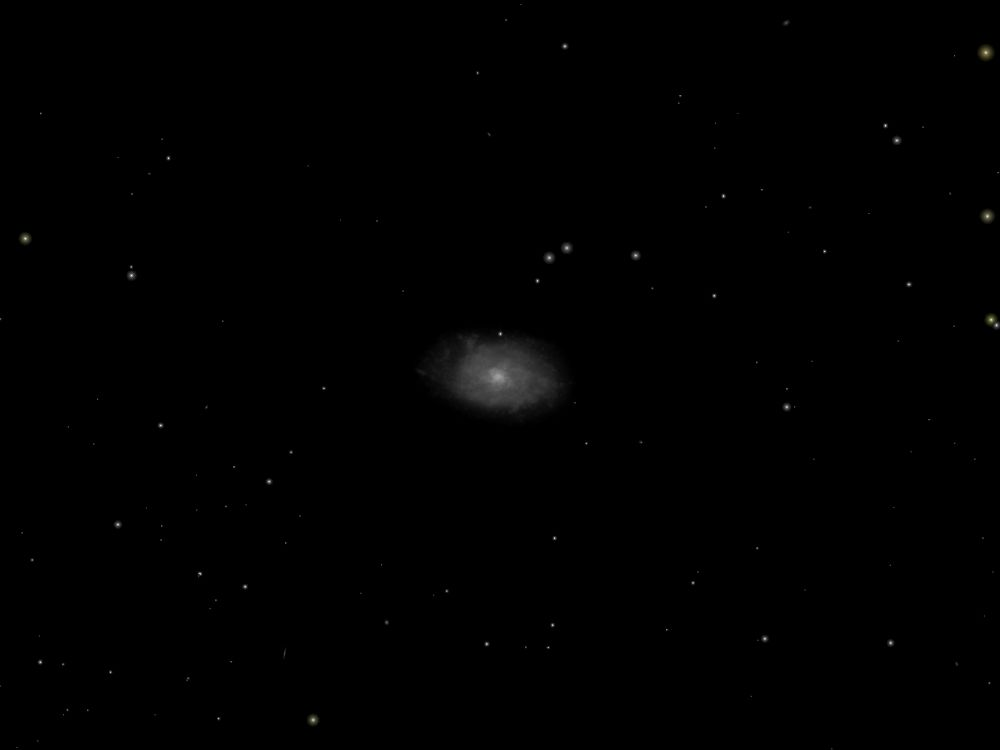
NGC 7793